# 鄂雅错
鄂雅错是中華人民共和國西藏自治区羌塘盆地西側的一座鹽湖，地處那曲市双湖县多玛乡西北部、西亚尔岗山扎琼鄂玛东麓，湖面海拔4835米，呈紡錘狀，長軸沿東北—西南方向沿展。湖的西側為洪積扇臺地，因有活断层經過，在洪積扇邊緣出露許多湧泉，形成數公里長的沼澤帶，以及茂盛的草原。湖水主要由周遭的冰雪融水與泉水供給，呈弱鹼性，富含硫酸根离子與鎂離子，同時含有較豐富的鋰與硼。
1970年代至2010年代間，鄂雅错的面積至少增長了70%，被認為是氣候變遷引發氣溫與降水增加所致。鄂雅错的西南側一度存在一座小型鹽湖，稱為鄂雅错琼；該湖在2000年代初期大為擴張，進而與同樣在擴張的鄂雅错連通，兩座鹽湖最終於2000年代後期合為一體。除了鄂雅错琼，現今的鄂雅错周遭仍有十餘座殘跡小湖。